# Kierunkowskaz

Kierunkowskazy (przedni i boczny)

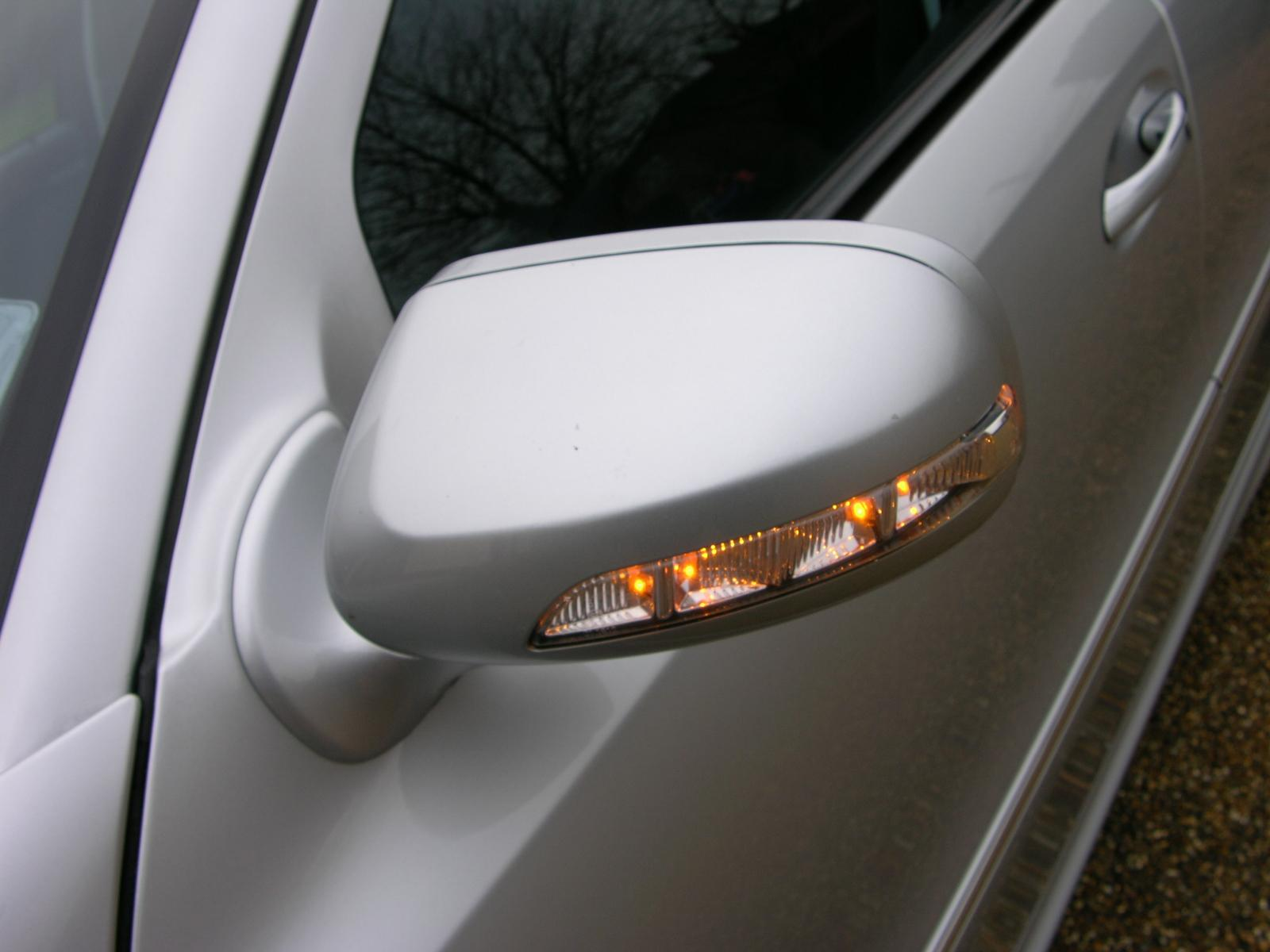
Kierunkowskaz boczny na lusterku bocznym

Kierunkowskaz – mechaniczny (dawniej) lub świetlny (obecnie) sygnalizator planowanej zmiany kierunku jazdy lub pasa ruchu pojazdu mechanicznego. Współcześnie ma postać migającej lampki, umieszczonej po lewej i prawej stronie pojazdu, z przodu i z tyłu.

## Historia
W latach 20. XX wieku liczba samochodów - zarówno w Europie, jak i Ameryce Północnej - była już tak duża, że wypadki drogowe zaczęły być poważnym problemem. Podstawową przyczyną takiego faktu były częste nieporozumienia pomiędzy kierowcami co do obieranego kierunku jazdy. Chęć skrętu sygnalizowało się wyciągnięciem ręki za „burtę” samochodu. Było to dla kierowców bardzo niewygodne, a co gorsza słabo widoczne.
Pierwszy kierunkowskaz wprowadziła na rynek niemiecka firma Bosch w październiku 1928 roku. Miał on postać unoszonego ramienia ze światełkiem odblaskowym lub lampką, w Polsce nazywany „chorągiewką”. Obecnie tak dawny typ kierunkowskazu określa się jako „kierunkowskaz ramieniowy”. Wynalazek ten momentalnie zyskał ogromną popularność. Kierunkowskaz migowy, jaki znamy obecnie, na rynek wprowadziła firma Hella dopiero w 1951 roku. Pierwszymi modelami samochodów z kierunkowskazami były Ford Taunus oraz Borgward Goliath. O popularności pierwszej formy kierunkowskazu może świadczyć fakt, że był w produkcji jeszcze przez 10 lat od zaprezentowania następcy.

Symbol kierunkowskazów

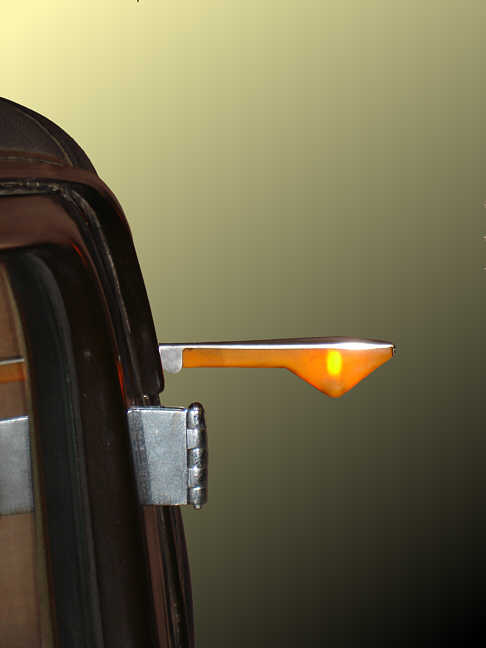
Kierunkowskaz ramieniowy („chorągiewka”)

Początkowo kierunkowskazy migowe były umieszczane tylko z tyłu samochodu i razem z reflektorami z przodu. Współcześnie dodatkowe kierunkowskazy (boczne) umieszcza się także pomiędzy przednim kołem, a przednimi drzwiami. W ostatnim czasie popularne stało się umieszczanie kierunkowskazów bocznych na lusterkach bocznych. Wyjątkiem jest np. Porsche 911, które posiada dwie pary kierunkowskazów w przednim zderzaku, a nie ma żadnego między przednimi a tylnymi kołami.